# Políptico do Convento da Madre de Deus

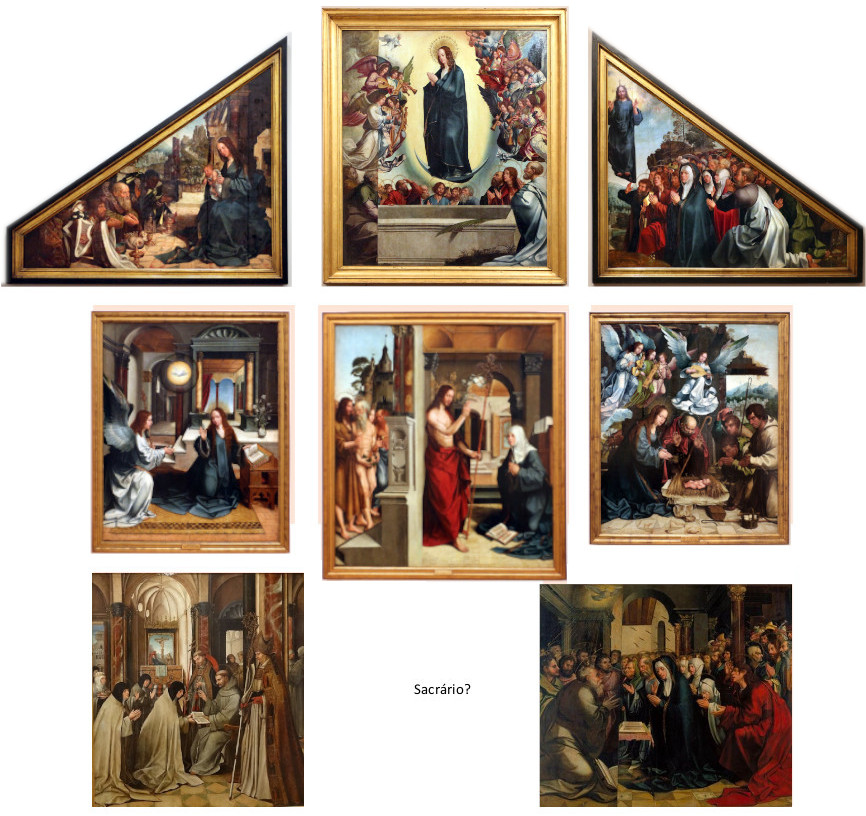
Reconstituição do Políptico do Convento da Madre de Deus (1515), da oficina de Jorge Afonso, actualmente no Museu Nacional de Arte Antiga (As proporções apresentadas não correspondem às dimensões reais).

O Políptico do Convento da Madre de Deus é um políptico de pinturas a óleo sobre madeira de carvalho pintadas cerca de 1515 na oficina de Jorge Afonso e que se destinou a decorar inicialmente a Capela-mor do Convento da Madre de Deus, encontrando-se actualmente os painéis que o constituiam no Museu Nacional de Arte Antiga.
Não se conhece a constituição original do Políptico. Os sete painéis sobreviventes, ou oito conforme as versões, que compunham o Políptico são: Anunciação, Adoração dos Pastores, Adoração dos Reis Magos, Aparição de Cristo à Virgem, Ascensão de Cristo, Pentecostes e Assunção da Virgem. S. Francisco entregando os Estatutos da Ordem a Santa Clara é considerado como fazendo parte do Políptico por Dagoberto Markl e Fernando A. Baptista Pereira. Dado que algumas pinturas foram repintadas no final do século XVI e mais tarde adaptadas às molduras barrocas do coro alto, permanece a imprecisão quanto à disposição original do Políptico do Convento da Madre de Deus.
O Políptico foi encomendado pela rainha D. Leonor, a fundadora do Convento da Madre de Deus, em Lisboa, e deve ter sido executado na oficina de Jorge Afonso. A data de realização do conjunto foi identificada por Luís Reis-Santos por exames laboratoriais da Aparição de Cristo à Virgem onde está a inscrição da data de 1515, e que esteve na origem da designação do seu autor por Mestre de 1515.:75
Para o historiador da arte Adriano Gusmão, o Mestre do Políptico da Madre de Deus, fora injustamente confundido com outros pintores da sua época, não ocupando o lugar que por direito lhe pertence no panorama da pintura portuguesa quinhentista, e não apenas por merecimento próprio como por razão histórica colocava-o em plano cimeiro tanto mais que foi entre nós um inovador. Considerava que se podia dizer que o Mestre da Madre de Deus está para o século XVI como Nuno Gonçalves está para o século XV. E prossegue referindo que o Políptico da Madre de Deus representa uma nítida viragem, sob o ponto de vista estilístico, do labor das oficinas portuguesas quinhentistas, e apresenta-o como uma das raízes da  pintura antiga portuguesa, obra inovadora e sem antecedentes que a explique.

## Descrição
O Políptico do Convento da Madre de Deus é constituido pelas pinturas Anunciação, Adoração dos Pastores, Adoração dos Reis Magos, Aparição de Cristo à Virgem, Ascensão de Cristo, Pentecostes, Assunção da Virgem e, para alguns autores, S. Francisco entregando os Estatutos da Ordem a Santa Clara.
A estrutura original da igreja dificilmente comportaria as peças que se julga fazerem parte do Políptico, sendo grandes demais para o altar mor e, muito possivelmente, para qualquer outra zona do edifício. No entanto, sem o conhecimento da estrutura primitiva do convento e igreja, não é possível chegar a conclusões definitivas. Todas as peças ostentam marcas claras de acrescentos às dimensões e proporções originais, apresentando repintes em alguns pontos e parecendo adaptadas a espaços
e funções que evidentemente não foram feitas para ocupar. O mais provável é o conjunto ter sido substituído por outro flamengo, deixando o seu local original e desde então permanecer até ao seu restauro longe da vista do público.
Os acrescentos em três painéis do Políptico com tábuas de qualidade claramente inferior, indicam quer uma preparação de suporte descuidada, quer desleixo com o conjunto após a sua conclusão.

### Anunciação

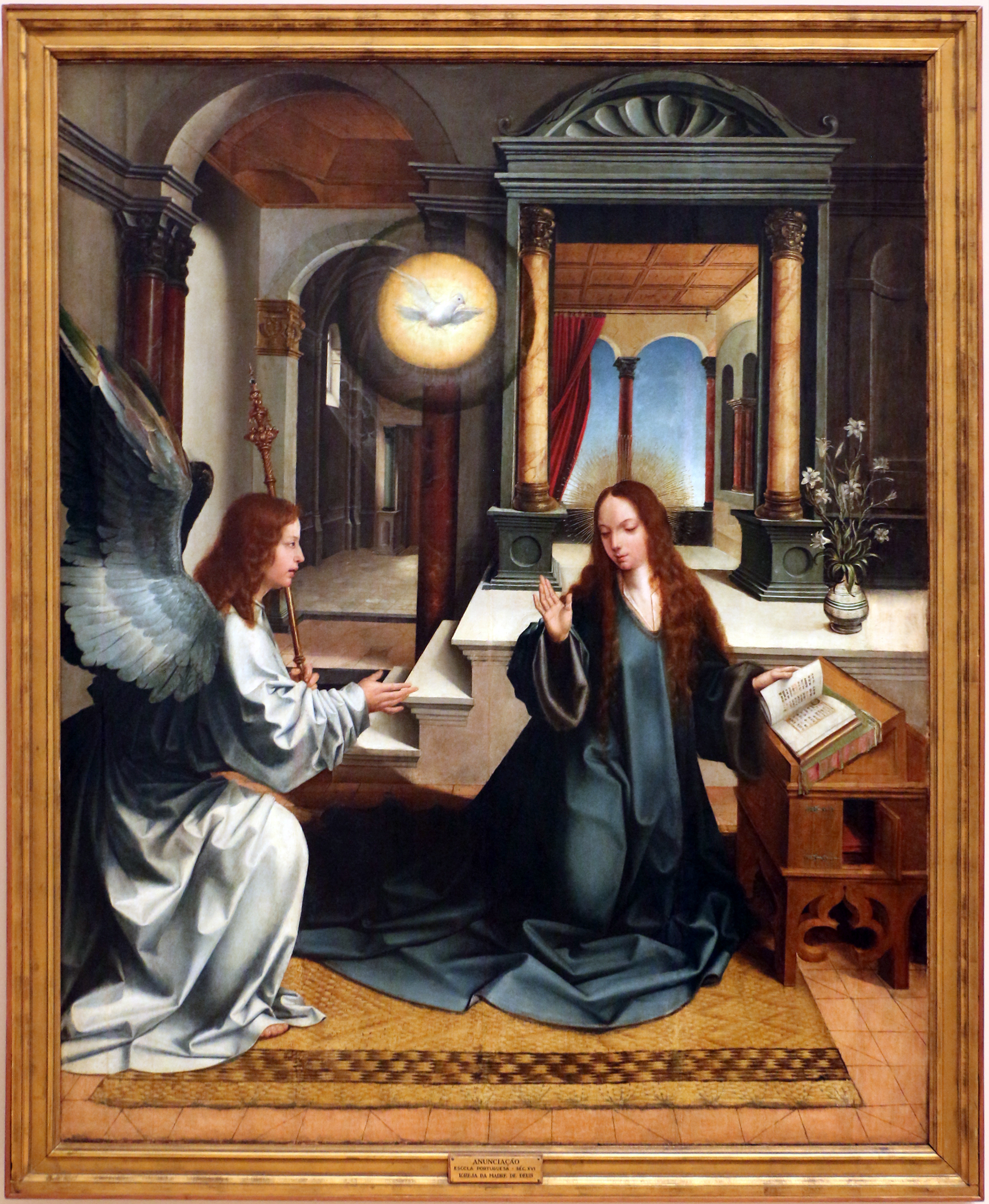
Anunciação (1515), da oficina de Jorge Afonso, com 160,5 cm de altura e 129,5 cm de largura, no Museu Nacional de Arte Antiga.

Anunciação é uma pintura a óleo sobre madeira pintada em 1515 pela oficina de Jorge Afonso, mede 160,5 cms de altura e 129,5 cms de largura, fez parte do Políptico do Convento da Madre de Deus e representa o episódio bíblico da Anunciação.
A Virgem Maria recebe o anjo da Anunciação numa sala de inspiração renascentista cuja parede é rasgada por uma arcaria em dois níveis, vendo-se no lado esquerdo o desenvolvimento da habitação, e do lado direito um patamar a que se acede por escadas e que por sua vez conduz a uma varanda enquadrada igualmente por arcos. Pormenor interessante é a esteira sobre a qual as duas personagens estão ajoelhadas e que se julga ser de origem congolesa.
Para Markl e Pereira, nesta pintura conjugam-se o quotidiano e o cenário, o encontro quase segredado entre o Anunciado e a Anunciada. A esteira, sinal de humildade em ambiente de casa opulenta, parece simbolizar as origens da Virgem Maria, enquanto o Espírito Santo limita a intimidade. Sendo presumivelmente dos mesmos autores, e havendo o elemento comum que é a esteira, nesta Anunciação o Arcanjo ajoelha perante Maria como num acto de vassalagem romanesca, de amor cortês do cavaleiro perante a dama desejada, enquanto na Anunciação do Convento de Jesus de Setúbal o Arcanjo impõe a sua presença como enviado de Deus, sobrepondo o sobrenatural ao humano.

### Adoração dos Pastores

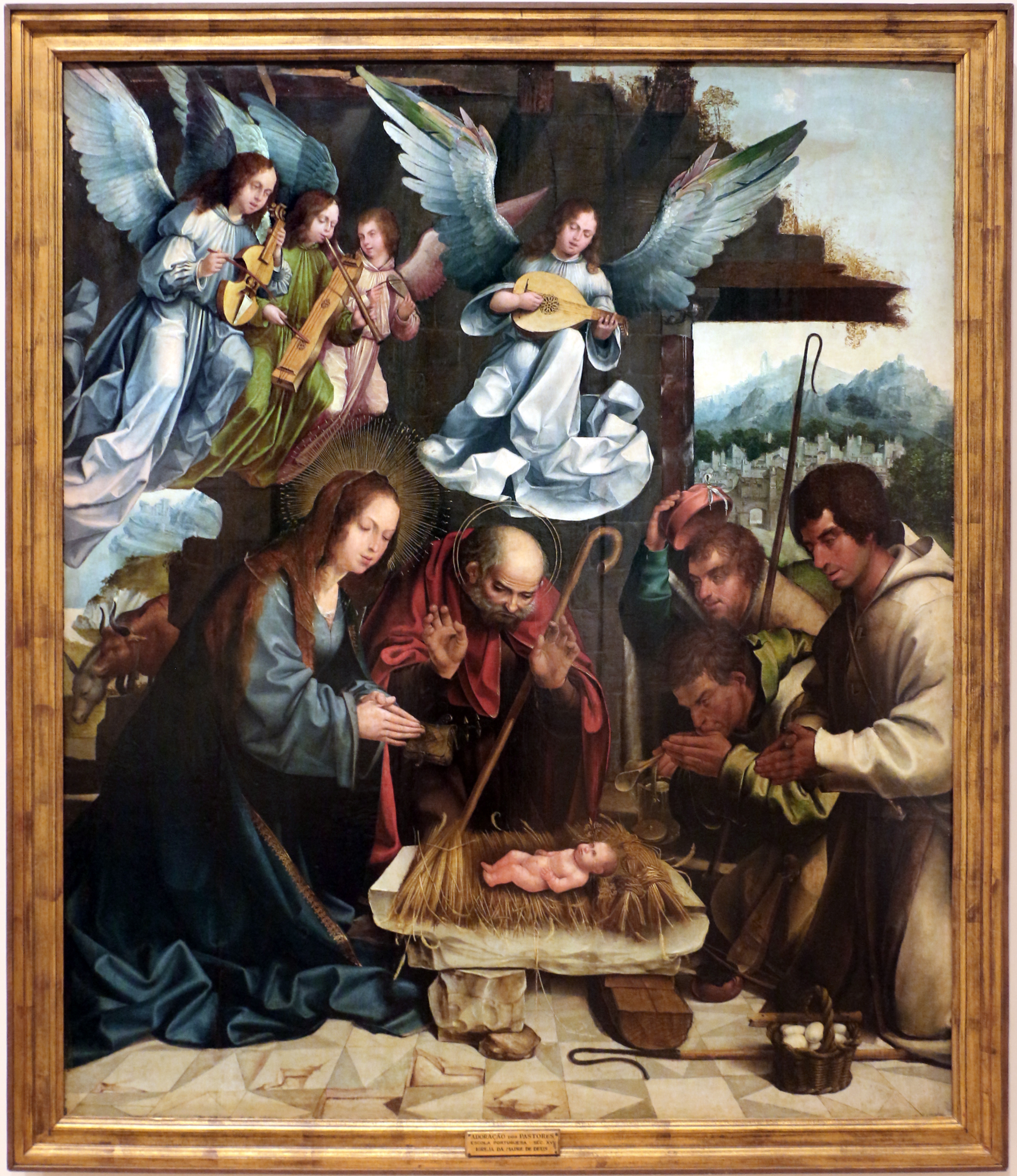
Adoração dos Pastores (1515), da oficina de Jorge Afonso, com 160,5 cm de altura e 124,5 cm de largura, no Museu Nacional de Arte Antiga.

A Adoração dos Pastores é uma pintura a óleo sobre madeira pintada 1515 por  oficina de Jorge Afonso, mede 160,5 cms de altura e 124,5 cms de largura, fez parte do Políptico do Convento da Madre de Deus e representa o episódio bíblico da Adoração dos Pastores.
Tendo como pano-de-fundo uma construção em ruínas, o Menino Jesus, no centro da composição, é ladeado pela Virgem Maria, São José, e os Pastores que trazem as ofertas. Quatro anjos músicos pairam por cima da Sagrada Família.
O aspecto musical é saliente, não só pelos anjos músicos, que tocam, respectivamente, viola da gamba, flauta de tamborileiro e tambor de cordas, rabeca e alaúde, como pelos Pastores que trazem uma flauta, colocada sobre o cesto de ovos, e uma rabeca. Refere-se também a relação desta pintura com a obra Auto de Mofina Mendes (ou Mistérios da Virgem), de Gil Vicente, pela existência em ambos os casos de quatro anjos instrumentistas, anjos cantores e pastores com oferendas que irrompem pela sala depois da Rainha (Nossa Senhora) dar à luz.:75
Adriano de Gusmão apontou esta pintura como a mais antiga representação conhecida, neste suporte e técnica,  deste tema no conjunto da pintura portuguesa.:75

### Adoração dos Reis Magos

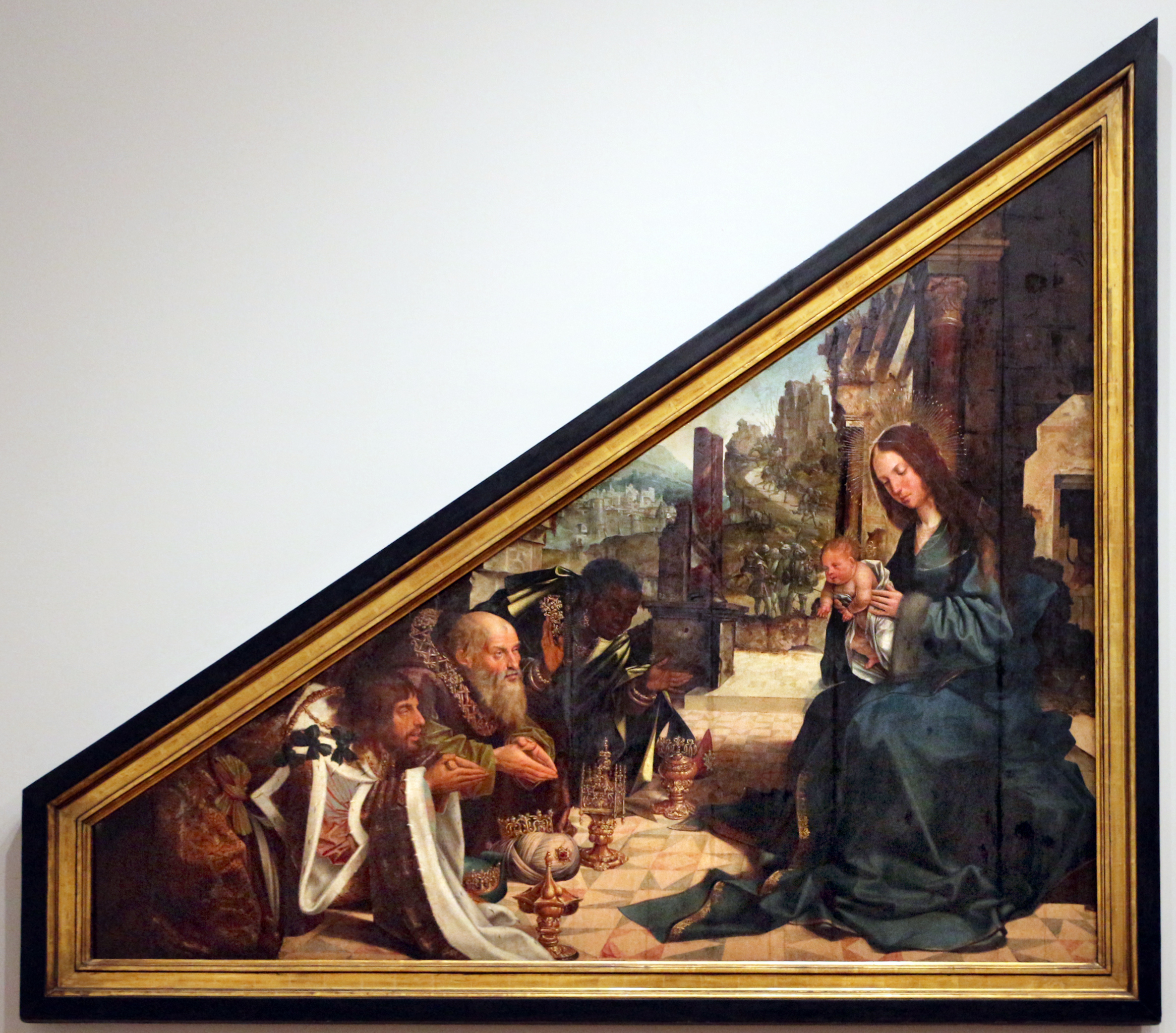
Adoração dos Reis Magos (1515), da oficina de Jorge Afonso, com 170 cm de altura e 205 cm de largura, no Museu Nacional de Arte Antiga.

A Adoração dos Reis Magos é uma pintura a óleo sobre madeira pintada em 1515 pela  oficina de Jorge Afonso, mede 170 cms de altura e 205 cms de largura, fez parte do Políptico do Convento da Madre de Deus e representa o episódio bíblico da Adoração dos Magos.
A Virgem Maria está sentada com o Menino Jesus ao colo, no lado direito, recebendo a visita dos três Reis Magos que, ajoelhados num pavimento ladrilhado, apresentam as respectivas oferendas. A cena decorre num edifício arruinado tendo em fundo uma paisagem dividida em duas zonas, a da esquerda com casario ao fundo e a da direita com um caminho inclinado numa elevação de terreno por onde vêm alguns acompanhantes dos Magos.
A pintura, certamente numa adaptação à forma original do Retábulo em que se inseriu, tem a forma de um triângulo rectângulo em que o ângulo agudo da base foi cortado, transformado assim num trapézio em que um dos lados paralelos é muito reduzido em relação ao outro.

### Aparição de Cristo à Virgem

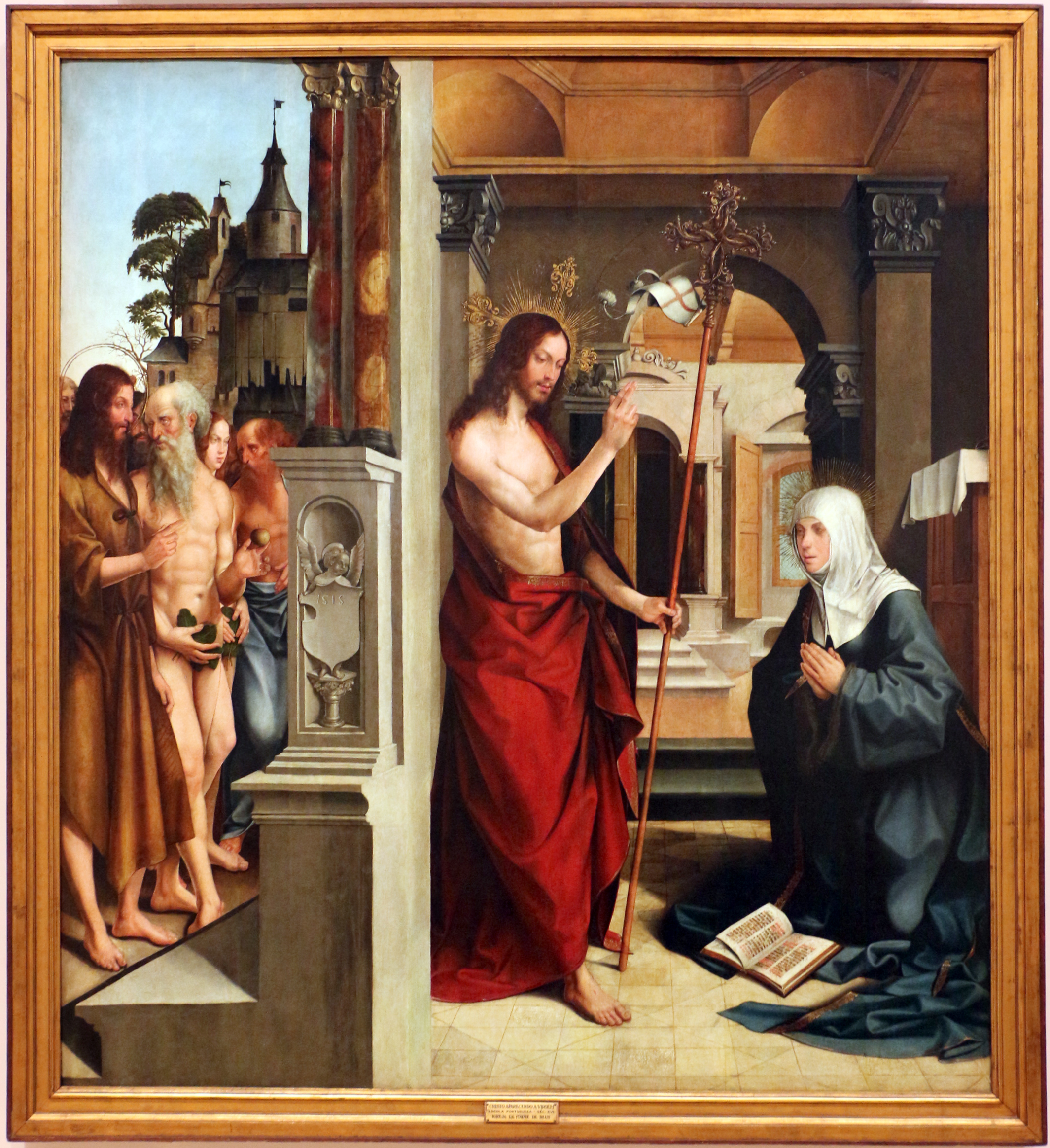
Encontro de Cristo com a Virgem Maria (1515), da oficina de Jorge Afonso, com 203 cm de altura e 203 cm de largura, no Museu Nacional de Arte Antiga

Aparição de Cristo à Virgem é uma pintura a óleo sobre madeira pintada em 1515 pela oficina de Jorge Afonso, mede 203 cms de altura e 203 cms de largura, fez parte do Políptico do Convento da Madre de Deus e representa o episódio considerado canónico na época em que a pintura foi criada do aparecimento de Jesus a sua Mãe após a Ressurreição.
A composição está dividida em duas partes: uma cena de interior que ocupa um espaço maior e outra de exterior. Na primeira cena, Cristo está de pé, tendo a cobri-lo um manto vermelho que deixa a descoberto metade do tronco e o braço direito, perante a Virgem Maria que está ajoelhada e de mãos postas vestindo um manto azul e toucado branco. O encontro ocorre num compartimento banhado de luz vinda da direita com pavimento de mosaico, que dá através de um arco suportado por duas pilastras de mármore encimadas por capitéis para um pátio também banhado de luz, vendo-se ao fundo um janela com vitral. Na cena exterior, está representado o encontro de Adão e Eva, João Baptista (?) e Apóstolos, tendo em fundo torreões de muralha e partes altas de edifícios.
Na cartela em grisalha segura pela escultura de um anjo, na base da coluna que separa as duas cenas, está inscrita a data de 1515 o que permite identificar a data de criação da pintura.

### Ascensão de Cristo

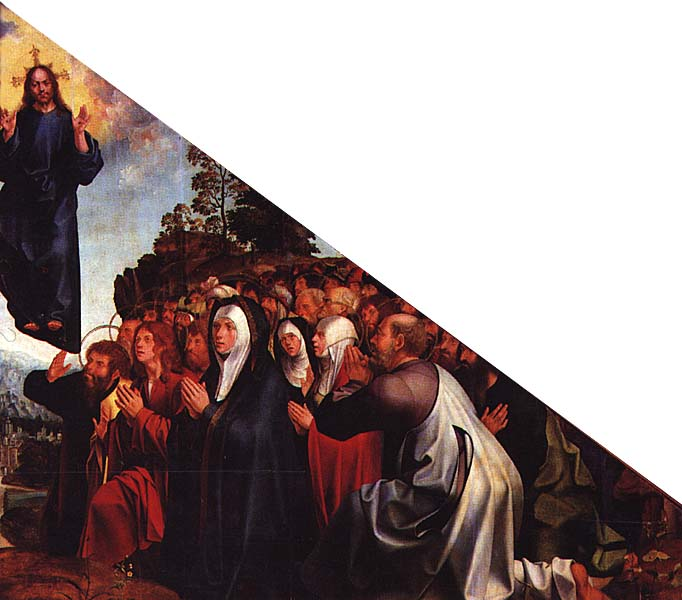
Ascensão de Cristo (1515), da oficina de Jorge Afonso, com 170 cm de altura e 205 cm de largura, no Museu Nacional de Arte Antiga.

Ascensão de Cristo é uma pintura a óleo sobre madeira pintada 1515 pela oficina de Jorge Afonso, mede 170 cms de altura e 205 cms de largura, fez parte do Políptico do Convento da Madre de Deus e representa o episódio bíblico da Ascensão de Cristo (Marcos 16:19).
Cristo, no lado esquerdo, eleva-se já no céu perante uma multidão de pessoas ajoelhadas, muitas delas aureoladas, de que se destacam em primeiro plano a Virgem Maria, São João e São Pedro.
A forma desta pintura é simétrica da forma da Adoração dos Pastores.

### Pentecostes
Pentecostes é uma pintura a óleo sobre madeira pintada cerca de 1515 pela oficina de Jorge Afonso, mede 166 cms de altura e 190 cms de largura, fez parte do Políptico do Convento da Madre de Deus e representa o episódio bíblico do Pentecostes. A pintura original foi acrescentada por uma outra tábua, em substituição da original que se degradou, pintada em época posterior, desconhecendo-se quando foi efectuado o acrescento.
A Virgem Maria, ao centro e de perfil, está ajoelhada, como todos os outros, a rezar junto a um livro de orações colocado sobre uma mesa, estando rodeada de vários santos e santas. Sobre eles descem as chamas do Espírito Santo. A Virgem, em profunda meditação e reverência, ocupa uma posicão de protagonismo exigido pelas convenções de então, estando outra mulher atrás de si também em meditação. Em primeiro plano, à direita, está a imponente figura identificada como de S. João Evangelista, descalço e envolto num manto vermelho, em estado de choque e êxtase.
No restante grupo de santos há dois homens que parecem trocar palavras entre si. Todas as restantes figuras têm as cabeças voltadas para a pomba do Espírito Santo que, isolada no quarto superior esquerdo da composição, atrai também o olhar do espectador. Dominam na cena os perfis e semi-perfis, abrindo ainda mais a cena, de certa forma convidando o crente-espectador a fazer parte da cena representada.
O horizonte é bastante próximo, ocupando as figuras aproximadamente dois terços da composição, o que lhes confere monumentalidade, facilitando a sua visão.

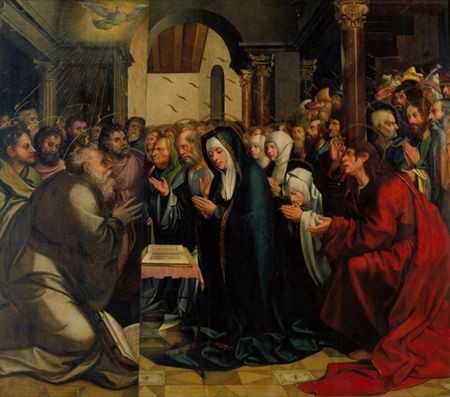
Pentecostes (1515), da oficina de Jorge Afonso, no Museu Nacional de Arte Antiga.

#### Apreciação crítica dePentecostes
Para o estudioso Rafael R. Simão, a composição é dominada por grandes figuras de gestos expressivos e naturais que dominam o espaço envoltas em mantos espessos. Rica em pormenores, e apesar do tom sombrio que a afasta da pintura flamenga, a vivacidade das cores anima o olhar. O desenho pontualmente visível e o trabalho de superfície vivo e empastado são prova de segurança técnica. As feições das figuras afastam-se de novo da tradição flamenga, e sem chegar à ideia de retrato, apresentam-se vincadamente individualizadas através de um desenho cuidado e firme, aliado às finas linhas durerianas dos cabelos e barbas. Um dos melhores exemplos da excelência do autor está na figura de S. João Evangelista,
com o magnífico manto vermelho de plasticidade insuperável, que, de certa forma, antecipa a arte do grande Vasco Fernandes, sendo a outra figura identificável neste painel a Virgem Maria, ao centro.
Prossegue Rafael R. Simão referindo que Jorge Afonso se revela um excelente colorista, um dos primeiros a usar tamanha variedade, animando a pintura. O grande jogo de luz e sombras resulta numa impressionante força plástica, seja nas pregas de um manto, num gorro, numa toalha, num adorno ou até no pequeno móvel. O Autor consegue a transição entre os extremos de luz através de finíssimas gradações de cor, conseguindo trazer luz à sombra pela suave transparência, o que já antes Nuno Gonçalves havia conseguido. Por sua vez, os tecidos do Pentecostes são característica de toda a obra do autor: fartos, flexíveis, com as pontas lançadas para a frente e dobrados em pregas macias já sem a rigidez do gótico, servindo esta marca inconfundível quase como uma assinatura do pintor.
A arquitectura que enquadra a cena, bastante diversa em composição e ornamentação da das figuras, confere-lhes uma grande monumentalidade, sem atingir, no entanto, a articulação de elementos típica dos mestres flamengos. O autor opta por não exagerar a utilização de elementos ornamentais renascentistas, empregando minuciosamente o que pode ser considerado um eco das tradicionais formas góticas.

#### História dePentecostes
Esta pintura está em excelente estado de conservação, apresentando uma fina camada de verniz irregular, ainda que o terço esquerdo da composição seja uma placa alheia, retirada de outro painel de dimensões e composição semelhantes, aparentemente datada do final do século XVI, portanto próximo da data do original.
O Pentecostes esteve exposto ao público apenas uma vez, por ocasião da Exposição dos Primitivos Portugueses, talvez pelo fato do acrescento ser de qualidade medíocre, não obstante outra das peças do Políptico, a Assunção da Virgem, também com uma tábua acrescentada de qualidade bastante inferior, se encontrar em exposição permanente.
No caso de Pentecostes, o restauro realizado na ocasião em que foi encontrado conservou o acrescento que alterou a composição original.

### Assunção da Virgem

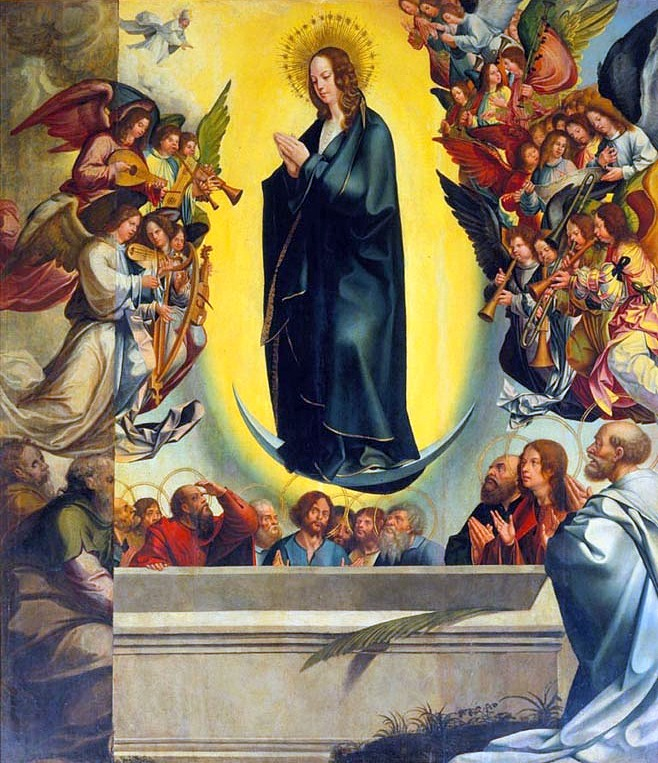
Assunção da Virgem (1515), da oficina de Jorge Afonso, com 164 cm de altura e 140 cm de largura, no Museu Nacional de Arte Antiga.

A Assunção da Virgem é uma pintura a óleo sobre madeira pintada em 1515 na oficina de Jorge Afonso, mede 164 cms de altura e 140 cms de largura, fez parte do Políptico do Convento da Madre de Deus e encontra-se actualmente no Museu Nacional de Arte Antiga.
A pintura representa o episódio apócrifo da Assunção de Maria, a qual, tendo o crescente lunar aos pés, eleva-se do sepulcro em volta do qual estão os Apóstolos e outros santos representados com os respectivos atributos e estando ladeada por anjos músicos. A Assunção da Virgem apresenta vinte e cinco anjos dos quais vinte e dois tocam instrumentos musicais ou cantam criando um ambiente de alegria e louvor.:213
De acordo com Sónia Duarte são os seguintes os instrumentos musicais representados. No trio inferior do lado esquerdo: rabeca, ou cordofone friccionado, de três cordas, harpa portátil e outro cordofone friccionado apoiado no joelho do anjo. O trio acima deste toca um alaúde, uma flauta de tamboril comprida e um tamboril de quatro cordas tocado com um plectro pelo mesmo anjo e uma charamela. No lado oposto, o quarteto de sopro em baixo toca charamelas e uma sacabuxa, conjunto recorrente na pintura quinhentista da primeira metade do século XVI, por exemplo em Retábulo de Santa Auta. A seguir está representado um noneto de anjos cantores segurando os quatro anjos da frente um pergaminho com vestígios de notação musical mas sem rigor musicológico. Segue-se um trio de anjos a tocar trombetas das quais pendem estandartes coloridos.:213
Do Políptico da Madre de Deus, esta é a pintura que apresenta maior variedade e quantidade de elementos musicais, notando-se a repetição relativamente à Adoração dos Pastores de instrumentos como o tamboril de cordas e a flauta de tamborileiro. Alguns instrumentos apresentam erros organológicos o que faz supor que a fonte tenha sido uma gravura, o que não aconteceria se o Mestre dispusesse dos instrumentos na sua oficina.:213

### S. Francisco entregando os Estatutos da Ordem a Santa Clara

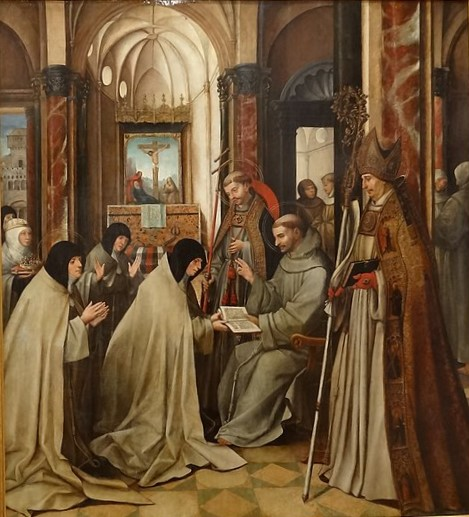
S. Francisco entregando os Estatutos da Ordem a Santa Clara (1515), da oficina de Jorge Afonso, com 195 cm de altura e 174 cm de largura, no Museu Nacional de Arte Antiga.

S. Francisco entregando os Estatutos da Ordem a Santa Clara ou Profissão de Santa Clara é uma pintura a óleo sobre madeira pintada em 1515 na oficina de Jorge Afonso, mede 195 cm de altura e 174 cm de largura, que terá feito parte do Políptico do Convento da Madre de Deus e que se encontra actualmente no Museu Nacional de Arte Antiga.
No MNAA esta pintura não está indicada como pertencendo ao Político da Madre de Deus ainda que se indique que a sua colocação original tenha sido no convento da Madre de Deus. Tanto que a mesma não está incluída pelo MNAA no conjunto de pinturas que se julga constituir o Político da Madre de Deus conforme imagem mais abaixo.
Num interior de uma igreja, ao centro, Santa Clara, rodeada por duas santas freiras, recebe das mãos de São Francisco o livro da regra da Ordem Franciscana. São Francisco sentado está ladeado por um bispo e por um cardeal. Ao fundo, um altar apresenta uma pintura da Lamentação de Cristo. À esquerda, sobre um fundo arquitectónico, uma rainha segura na mão um livro sobre o qual está uma coroa. À direita, dois monges conversam junto da entrada para o templo.

## História
O antigo Políptico do Convento da Madre de Deus, datado num dos seus painéis de 1515, foi encomendado pela rainha D. Leonor, viúva de D. João II e irmã do rei em exercício D. Manuel I, tendo sido destinado ao Convento da Madre de Deus que ela havia fundado em 1509 e enriquecido com sumptuosas doações em vida e por testamento, e que mostrava por ele tal dedicação que não só o habitou desde o início, como ali faleceu e foi sepultada.:1137
O terramoto de 1755 provocou danos graves na igreja da Madre de Deus e foi, provavelmente, nessa altura, que o retábulo foi desarmado e transferido para o coro alto. Durante a transferência foram feitas adaptações, perfeitamente visíveis, em dois painéis: no Pentecostes e na Assunção da Virgem, em que foram acrescentados pormenores no lado esquerdo, como ainda hoje pode ser observado.:1138
O Políptico da Madre de Deus foi estudado por Luís Reis-Santos que identificou numa prancha de uma das pinturas, que foi retirada da pintura Aparição de Cristo à Virgem e aproveitada para acrescento de outra pintura, a data de 1515. Quanto à autoria do conjunto a generalidade dos estudiosos aceita a hipótese de Reis-Santos de se tratar de Jorge Afonso, nomeado pintor régio por D. Manuel I em 1508, cargo confirmado por D. João III em 1529. Na sua oficina trabalharam alguns dos principais mestres do segundo quartel do século XVI, como Garcia Fernandes, Gaspar Vaz e presumivelmente Gregório Lopes e Cristóvão de Figueiredo, o que o situa no centro da pintura portuguesa daquele tempo, ainda que a documentação relativa à sua produção seja escassa.

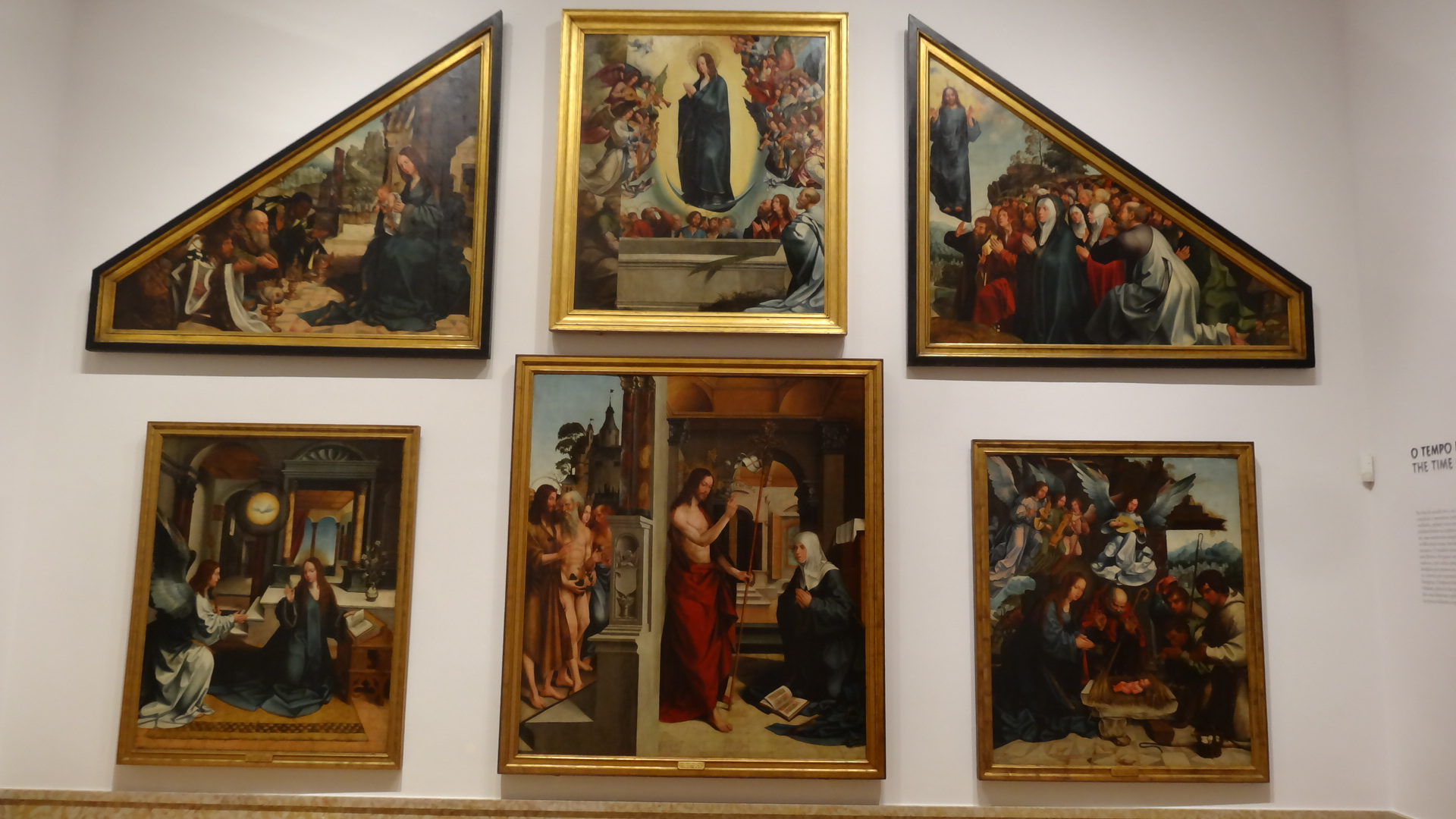
Políptico do Convento da Madre de Deus (1515), na disposição actual de seis dos painéis no MNAA.

Por exclusão de partes, atendendo ao elevado cargo ocupado e às encomendas conhecidas, Markl e Pereira concluem que é de aceitar a atribuição deste Políptico da Madre de Deus a Jorge Afonso, em cuja execução poderão ter participado os três principais pintores da geração seguinte, os já referidos Garcia Fernandes, Gregório Lopes e Cristóvão de Figueiredo.
Quanto à constituição original do Políptico da Madre de Deus, Markl e Pereira consideram que além dos sete painéis geralmente aceites, nem sempre é incluída a pintura S. Francisco entregando os Estatutos da Ordem a Santa Clara, tendo os estudiosos também dúvidas acerca das dimensões originais dos quadros, dado que alguns foram repintados no final do século XVI e posteriormente adaptados às molduras barrocas do coro alto, e sobre a disposição original do conjunto.
Reynaldo dos Santos discordava da datação proposta por Reis-Santos e não incluía no Políptico as pinturas Aparição de Cristo à Virgem e S. Francisco entregando os Estatutos da Ordem a Santa Clara, considerando que estariam colocadas noutros altares.:1137 Adriano de Gusmão sem propor qualquer reconstituição também não incluía no Políptico S. Francisco entregando os Estatutos da Ordem a Santa Clara.
Markl e Pereira reconhecendo as várias vicissitudes porque as pinturas passaram, como mutilações, acrescentos e repinturas, propuseram a reconstituição do Políptico da Madre de Deus (primeira imagem) em três fiadas, que não correspondem a três séries iconográficas distintas, mas a uma interpretação do tema das Alegrias da Virgem associado à Ordem das Clarissas, como manifestação de um acentuado cristocentrismo em que a Virgem Maria é o receptáculo e veículo dessa cristofania.
Markl e Pereira consideram que o eixo vertical central sublinha a recompensa da Madre de Deus com a Aparição de Cristo à Virgem após a Ressurreição e a Assunção da Virgem, enquanto o eixo central horizontal apresenta dois momentos da manifestação do Espírito Santo com a Anunciação e o Pentecostes. Quanto às pinturas dos extremos, consideram que a Adoração dos Pastores, a Adoração dos Magos e a Ascensão representam a revelação do Verbo encarnado respectivamente aos humildes, aos poderosos e à igreja militante através dos Apóstolos, enquanto S. Francisco entregando os Estatutos sublinha a permanência da mensagem cristã através da igreja triunfante. Consideram que é possível estabelecer ainda na fiada inferior a ligação entre a revelação aos humildes com a Adoração dos Pastores e a institucionalização de uma ordem mendicante tendo por princípios fundamentais a pobreza e a humildade com S. Francisco entregando os Estatutos.
Ainda para Markl e Pereira, a representação do Calvário, cuja alegada ausência seria incompreensível num políptico desta envergadura, encontra-se em fundo na pintura S. Francisco entregando os Estatutos, representação esta que terá estado na base do repinte da época da contra-reforma, visando a adequação da representação da cena em que a Virgem Maria se encontra desfalecida, às exigência do Concílio de Trento.
Fernando Baptista Pereira em 2001 propôs a reconstituição do Políptico alterando a localização das pinturas.:1141

## Ligação externa
- Página oficial do Museu Nacional de Arte Antiga